# Francisco I. Madero, Texistepec
Francisco I. Madero är en ort i Mexiko.   Den ligger i kommunen Texistepec och delstaten Veracruz, i den sydöstra delen av landet, 500 km öster om huvudstaden Mexico City. Francisco I. Madero ligger 66 meter över havet och antalet invånare är 605.
Terrängen runt Francisco I. Madero är platt. Runt Francisco I. Madero är det ganska tätbefolkat, med 179 invånare per kvadratkilometer. Närmaste större samhälle är Acayucan, 6,9 km väster om Francisco I. Madero. Omgivningarna runt Francisco I. Madero är en mosaik av jordbruksmark och naturlig växtlighet.